# Emanuele Di Zenzo
Emanuele Di Zenzo (Bellinzona, 26 dicembre 1979) è un ex calciatore svizzero, di ruolo centrocampista.

## Palmarès

### Club
- Campionato svizzero: 1

Servette: 1998-1999
- Coppa Svizzera: 1

Sion: 2005-06